# 一长制
一长制，一般指某企业中的全体人员，完全只服从一位领导者的意志的管理制度，即领导行使独裁管理模式。但从另一个角度说，领导者必须对他受委托的工作负全部责任。

## 历史
列宁于1918年提出一长制，旨在限制革命中的无序化倾向。到1920年，苏联已经有一半左右的机关实现了一长制管理。苏联军队中也实行一长制，指挥官全权管理并负责行政、党政和战斗事务。然而1924年斯大林上台后，官僚专政的一长制在苏联延续下去。
中国在1950年代初曾采用过一长制，但时间不长。1960年中共开始在中华人民共和国推行鞍钢宪法以取代一长制。但是到1990年代末的国企改制时，部分曾经废除了一长制的企业又开始将管理制度改为一长制。

## 否定
托洛茨基曾总结到：“或许它还算工人国家（斯大林领导的苏联），但无产阶级专政已完全荡然无存。退化的工人国家处于官僚专政之下。”
《社会主义政治经济学》未定稿第二版：“在‘一长制’条件下，劳动群众被迫听命于‘一长’，被‘一长’当作单纯的劳动力在生产过程中使用，就丧失了根本的权利，最终必然受到资产阶级‘一长’的剥削和压迫。”
恩格斯指出：“个人管理工业的必然后果就是私有制”